# Лорі (футбольний клуб)
Футбольний клуб «Лорі» (вірм. Ֆուտբոլային Ակումբ „Լոռի“ Վանաձոր) — вірменський футбольний клуб з міста Ванадзор, заснований в 1936 році.

## Історія
Футбольний клуб «Лорі» був заснований в місті Кіровакан (нині — Ванадзор) в 1936 році. У 1950 році команда змагалася в іграх Кубку СРСР, а в 1960 році дебютувала в Класі Б (зона 1) чемпіонату СРСР. У 1963 році, після реорганізації системи ліги СРСР, клуб потрапив в зону 1 Класу Б, що тепер став третім за рівнем дивізіоном країни. У 1970 році, після ще однієї реорганізації систем ліг СРСР, клуб потрапив до 2 підгрупи російської зони 2 у Класі Б. З 1971 року він виступав у Другій лізі, зоні 3. У 1974 році клуб посів передостаннє 19-е місце і вилетів з розіграшів чемпіонатів СРСР. Лише 1987 року клуб знову повернувся до Другої ліги, де грав у зоні 9 до 1991 року аж до моменту розпаду СРСР.
Зі здобуттям незалежності Вірменії, клуб брав участь у першому вірменському футбольному чемпіонаті, посівши у 1992 році місце в зоні вильоту (19-е) і отримав пониження в класі.
У сезоні 1993 року команда завоювала малі золоті медалі за перемогу у другій групі Першої ліги, а також путівку у вищий ешелон вірменського чемпіонату. Повернення було затьмарене черговим вильотом в Першу лігу (з 13-го місця).
Наступні 3 сезони клуб провів у Першій лізі, ставлячи перед собою мету повернення у Вищу лігу. Це вдалося з і у сезоні 1996/97 команда за допомогою перехідного матчу виконала це завдання.
У черговому сезоні в Прем'єр-лізі команда знову потрапила в зону вильоту, посівши останнє, 10-е місце. Після цього клуб знову протягом трьох років грав у другому за рівнем дивізіоні.
Сезон 2001 року «Лорі» знову розпочав у Прем'єр-лізі, і цього разу команда вперше змогла втриматися в еліті. Втім вже наступного сезону клуб таки понизився у класі. Поступово клуб займав місця все нижче і нижче вже у Першій лізі. В останній сезон 2005 року команда посіла 11-е місце, а в 2006 році і зовсім була розформована.
2 лютого 2017 року було офіційно оголошено Товмасом Григоряном, бізнесменом з міста Ванадзор, про відновлення футбольного клубу «Лорі». Клуб дебютував у професійному футболі у матчах Першої ліги Вірменії сезону 2017/18, за результатами якого посів перше місце і відразу вийшов до Прем'єр-ліги.

## Досягнення
Чемпіон Першої ліги (2)
1993, 2017/18
 Срібний призер Першої ліги (2)
1996/97, 1998
 Бронзовий призер Першої ліги (3)
1995/96, 1999, 2000

## Головні тренери клубу
- Амазасп Мхоян (1962—1965)[2]
- Онік Зораварян (1966—1969)
- Ванік Оганесян (1970)
- Саркіс Овівян (1971—1972)
- Онік Зораварян (1973)
- Агабек Арутюнян (1974)
- Льова Вардікян (1988)[3]
- Варужан Сукіасян (1989—1990)
- Онік Зораварян (1991)[4]
- Сергій Закарян (1992)
- Вреж Погосян (1993—1994)
- Гарегін Саркісян (1995—1996)
- Сергій Закарян (1996—1997)
- Ванік Оганесян (? — вересень 1997)
- Микола Бабаян (сентябрь 1997 — ?)
- Микола Бабаян (2001)
- Льова Вардікян (2002)
- Микола Бабаян (июль — сентябрь 2002)
- Армен Пірумян (сентябрь 2002 — ?)
- Фелікс Веранян (июль 2004 — ?)
- Армен Адамян (2017—)